# Coro Licabella
Il Coro Licabella è un coro polifonico misto con sede a La Valletta Brianza, fondato nel 1988 e diretto da Flora Anna Spreafico.
Contemporaneamente alla sua fondazione è stata anche istituita l'omonima Associazione corale che, avvalendosi della direzione artistica della Spreafico e in seguito all'attività di animazione e promozione musicale, ha dato vita ad altri due gruppi vocali:
- I Piccoli Cantori delle Colline di Brianza, coro di voci bianche e giovanile nato nel 1996 come "vivaio" del Licabella e poi cresciuto con una propria identità precisa. Costituito da una trentina di coristi che vanno dai sette ai sedici anni, ha vinto numerosi concorsi nazionali come a Vittorio Veneto nel 1998 e nel 2003,[6] al "Seghizzi" di Gorizia (categoria bambini) nel 1999, a Varenna e a Malé (premio speciale) nel 2000, a Quartiano (fascia oro) nel 2005 e nel 2007, e quello internazionale di Riva del Garda (fascia oro) nel 2006 e nel 2008. Si è esibito al Teatro alla Scala (ottobre 2006),[7] al Piccolo Teatro di Milano (giugno 2009)[8] e nella chiesa di San Marco, sempre a Milano (luglio 2009).[9]
- Ensemble femminile Fonte Gaia, coro femminile sorto nel 2002 come sbocco naturale dell'attività svolta dal coro giovanile. Nel 2003, insieme ai Piccoli Cantori, è stato chiamato a rappresentare l'Italia al Festival corale europeo "Giuseppe Zelioli" di Lecco e ha tenuto concerti in Italia, Svizzera, Polonia. Nel 2005 ha trionfato al "Gaffurio" di Quartiano vincendo 1º premio, fascia oro (sezione polifonia sacra) e composizione con la più alta votazione media.[10] Ha poi ottenuto la fascia oro (categoria cori polifonici femminili) a Riva del Garda nel 2006 e nel 2008, oltre alla fascia d'eccellenza nella 1ª edizione del concorso corale "ProgettoCoro" dell'Usci (Unione società corali italiane) Lombardia nel 2007.

Le tre formazioni, tutte emanazioni della medesima associazione, eseguono insieme o separatamente musica sacra (spaziando dal canto gregoriano alle composizioni contemporanee), musica profana (XX e XXI secolo), canti ed elaborazioni popolari (motivi regionali, nazionali e internazionali). Hanno al proprio attivo 5 CD. Dotato di un ampio repertorio e consolidata qualità della preparazione musicale, il Licabella è divenuto un punto di riferimento e un'esperienza culturale importante per tutta provincia di Lecco per chi si avvicina alla musica corale.